# Andrés Jakos

Toyota de Jakos de 2023.

Andrés Jakos (Ramos Mejía, Provincia de Buenos Aires, 7 de agosto de 1999) es un piloto argentino de automovilismo. Desarrolló su carrera deportiva compitiendo de manera casi exclusiva en categorías de turismos. Se destacó principalmente por sus participaciones en las principales divisiones de la Asociación Corredores de Turismo Carretera, donde logró un subcampeonato en TC Pista y dos en TC Pick Up. Además de estas categorías, tuvo también participaciones en TC2000 y Turismo Nacional y a nivel internacional en el Stock Car Pro Series de Brasil, y en la Michelin Pilot Challenge de IMSA, en los Estados Unidos.

## Trayectoria
Debutó a nivel nacional en las divisiones inferiores de la Asociación Corredores de Turismo Carretera, iniciándose en la división TC Pista Mouras en 2016. Tras su primera temporada, experimentó un meteórico ascenso dentro del escalafón de ACTC, debutando sucesivamente en las divisiones TC Mouras en 2017 y TC Pista en 2018. En esta última temporada, formó parte del plantel de pilotos que participó en la temporada inaugural de la TC Pick Up, categoría especializada en camionetas pick up. A la par de estas actuaciones, tuvo debuts en las categorías TC 2000 y Turismo Nacional.
En 2020 tuvo su mejor actuación dentro del TC Pista, al lograr el subcampeonato de la especialidad, lo que le valió en 2021 su debut como piloto titular en el Turismo Carretera, categoría en la que supo tener una incursión como piloto invitado de Julián Santero, en los 1000 km de Buenos Aires del año 2018.  Dentro de esta categoría, adquirió relevancia en 2022 al convertirse junto a Matías Rossi en los responsables de hacer debutar a la marca Toyota y su prototipo de carreras Toyota Camry TC. En cuanto a su participación en otras categorías, en 2021 alcanzó el subcampeonato de la categoría TC Pick Up, logro que repitió en la temporada siguiente y en ambas ocasiones, representando de manera oficial a la marca Toyota. Desde 2022 alterna sus participaciones entre Turismo Carretera, TC Pick Up y la Clase 3 del Turismo Nacional.

## Resumen de carrera
| Temporada | Categoría                           | Equipo                        | Automóviles         | Carreras    | Victorias   | Podios      | Poles       | VR          | Puntos      | Pos.        |
| --------- | ----------------------------------- | ----------------------------- | ------------------- | ----------- | ----------- | ----------- | ----------- | ----------- | ----------- | ----------- |
| 2016      | TC Pista Mouras                     | Coiro Dole Racing             | Chevrolet Chevy     | 15          | 2           | 5           | 3           | 1           | 447.00      | 3.º         |
| 2016      | Fórmula 4 Sudamericana              | Genérico                      | Signatech-Fiat      | 2           | 0           | 0           | 0           | 0           | 24.00       | 22.º        |
| 2017      | TC Mouras                           | Coiro Dole Racing             | Dodge Cherokee      | 14          | 2           | 5           | 2           | 0           | 539.50      | 3.º         |
| 2018      | TC Pista                            | Coiro Dole Racing             | Dodge Cherokee      | 15          | 0           | 3           | 0           | 1           | 425.75      | 7.º         |
| 2018      | TC Pick Up                          | Coiro Dole Racing             | Toyota Hilux        | 5           | 0           | 1           | 0           | 0           | 10.00       | 7.º         |
| 2018      | Clase 3 de Turismo Nacional         | Tito Bessone Toyota Team      | Toyota Corolla E170 | 1           | 0           | 0           | 0           | 0           | 13.00       | 34.º        |
| 2018      | Torneo de invitados de TC Mouras    | Coiro Dole Racing             | Chevrolet Chevy     | 5           | 0           | 0           | 0           | 0           | 47.50       | 11.º        |
| 2018      | Buenos Aires 1000 de TC             | Coiro Dole Racing             | Dodge Cherokee      | 1           | 0           | 0           | 0           | 0           | 0.00        | Inv.        |
| 2018      | 100 millas de Alta Gracia de TC2000 | Escudería Río de la Plata     | Toyota Corolla E170 | 1           | 1           | 1           | 0           | 0           | 0.00        | Inv.        |
| 2019      | TC Pista                            | Coiro Dole Racing             | Dodge Cherokee      | 15          | 3           | 6           | 3           | 1           | 499.25      | 3.º         |
| 2019      | TC Pick Up                          | Coiro Dole Racing             | Toyota Hilux        | 10          | 0           | 1           | 1           | 0           | 119.00      | 6.º         |
| 2019      | Clase 3 de Turismo Nacional         | Tito Bessone Toyota Team      | Toyota Corolla E170 | 1           | 0           | 0           | 0           | 0           | 1.00        | 49.º        |
| 2020      | TC Pick Up                          | Coiro Dole Racing             | Toyota Hilux        | 6           | 0           | 0           | 0           | 0           | 140.00      | 15.º        |
| 2020      | TC Pista                            | Coiro Dole Racing             | Dodge Cherokee      | 10          | 2           | 5           | 2           | 2           | 407.25      | 2.º         |
| 2021      | Turismo Carretera                   | Coiro Dole Racing             | Dodge Cherokee      | 15          | 0           | 0           | 0           | 1           | 191.50      | 28.º        |
| 2021      | TC Pick Up                          | Toyota Gazoo Racing Argentina | Toyota Hilux        | 11          | 1           | 7           | 2           | 2           | 316.00      | 2.º         |
| 2021      | Clase 3 de Turismo Nacional         | Toyota Gazoo Racing Argentina | Toyota Corolla E170 | 1           | 0           | 0           | 0           | 0           | 16          | 35.º        |
| 2022      | Turismo Carretera                   | Toyota Gazoo Racing Argentina | Toyota Camry TC     | 15          | 0           | 1           | 0           | 0           | 167.50      | 29.º        |
| 2022      | TC Pick Up                          | Toyota Gazoo Racing Argentina | Toyota Hilux        | 11          | 2           | 4           | 3           | 0           | 342.00      | 2.º         |
| 2022      | Clase 3 de Turismo Nacional         | Coiro Dole Racing             | Toyota Corolla E170 | 5           | 0           | 0           | 0           | 0           | 40.00       | 33.º        |
| 2022      | Stock Car Pro Series                | Full Time Sports              | Toyota Corolla E210 | 4           | 0           | 0           | 0           | 0           | 23.00       | 32.º        |
| 2022      | IMSA Michelin Pilot Challenge - GT4 | Riley Motorsports             | Toyota GR Supra GT4 | 2           | 0           | 1           | 0           | 0           | 460.00      | 44.º        |
| 2023      | Turismo Carretera                   | Toyota Gazoo Racing Argentina | Toyota Camry TC     | 15          | 0           | 1           | 0           | 0           | 191.25      | 28.º        |
| 2023      | TC Pick Up                          | Toyota Gazoo Racing Argentina | Toyota Hilux        | 11          | 0           | 1           | 0           | 0           | 349.25      | 6.º         |
| 2023      | Clase 3 de Turismo Nacional         | Coiro Racing Team             | Toyota Corolla E210 | 10          | 1           | 3           | 0           | 0           | 194.00      | 8.º         |
| 2024      | Turismo Carretera                   | Toyota Gazoo Racing Argentina | Toyota Camry TC     | 15          | 0           | 0           | 0           | 0           | 173.75      | 31.º        |
| 2024      | TC Pick Up                          | Coiro Bremen Racing           | Toyota Hilux        | Por definir | Por definir | Por definir | Por definir | Por definir | Por definir | Por definir |
| 2024      | Clase 3 de Turismo Nacional         | Coiro Hamilton Racing Team    | Toyota Corolla E210 | Por definir | Por definir | Por definir | Por definir | Por definir | Por definir | Por definir |
| Fuente:   | [ 9 ]                               | [ 9 ]                         | [ 9 ]               | [ 9 ]       | [ 9 ]       | [ 9 ]       | [ 9 ]       | [ 9 ]       | [ 9 ]       | [ 9 ]       |

## Resultados

### TC 2000
| Año  | Equipo       | Auto              | 1    | 2    | 3   | 4   | 5   | 6   | 7  | 8  | 9  | 10 | 11 | 12   | 13   | 14    | 15  | 16  | 17    | 18    | 19  | 20  | 21  | 22  | Res. | Puntos |
| ---- | ------------ | ----------------- | ---- | ---- | --- | --- | --- | --- | -- | -- | -- | -- | -- | ---- | ---- | ----- | --- | --- | ----- | ----- | --- | --- | --- | --- | ---- | ------ |
| 2018 |              |                   | AG I | AG I | CDU | CDU | CON | CON | RC | RC | BA | LP | LP | SL I | SL I | AG II | SMM | SMM | SL II | SL II | ROS | ROS | PAR | PAR | -    | -      |
| 2018 | Toyota Young | Toyota Corolla XI |      |      |     |     |     |     |    |    | 1  |    |    |      |      |       |     |     |       |       |     |     |     |     | -    | -      |

## Palmarés
| Título     | Categoría  | Automóvil      | Año  |
| ---------- | ---------- | -------------- | ---- |
| Subcampeón | TC Pista   | Dodge Cherokee | 2021 |
| Subcampeón | TC Pick Up | Toyota Hilux   | 2021 |
| Subcampeón | TC Pick Up | Toyota Hilux   | 2022 |